# Cratere Zircon
Zircon è un cratere sulla superficie di 2867 Šteins.